# Curtitoma hebes
Curtitoma hebes is een slakkensoort uit de familie van de Mangeliidae. De wetenschappelijke naam van de soort is voor het eerst geldig gepubliceerd in 1880 door Verrill.